# Passalídeos
Passalídeos (cientificamente denominados Passalidae; popularmente denominados, em inglêsː bess beetle, bess-bug, betsy bug, patent-leather beetle, passalid beetle, peg beetle ou horned Passalus beetle -sing.; com Passalus Fabricius, 1792, um de seus gêneros, significando, em português, "cavilha") são uma família de insetos da ordem Coleoptera e superfamília Scarabaeoidea (escaravelhos -pl.), proposta por William Elford Leach no ano de 1815 e apresentando aproximadamente 600 espécies de distribuição pantropical, sendo considerada pelos estudiosos um grupo homogêneo de insetos; com poucas espécies ocorrendo em regiões temperadas, na China, Japão, Coreia, Canadá, Estados Unidos e Tasmânia; mas não na Europa. Uma espécie fóssil é conhecida, sendo do Oligoceno do Óregon, Estados Unidos. Esses escaravelhos são grandes decompositores de madeira morta e, consequentemente, desempenham um papel ecológico relevante ligado à rotatividade de nutrientes nas florestas tropicais úmidas.

## Descrição do adulto e juvenil
São besouros alongados, possuindo comprimentos que variam de 1,8 a 8 centímetros, moderadamente achatados dorso-ventralmente e de coloração geral homogeneamente negra, ou castanho-avermelhada após a ecdise, geralmente com élitros brilhantes, mais ou menos ovalados e bem sulcados por estrias longitudinais (pontilhadas com diversas depressões, entre os sulcos); separados de um protórax de forma mais ou menos quadrangular através de um mesotórax estreitado, como um pescoço. Escutelo triangular e pequeno; exposto apenas no sulco entre o pronoto e o élitro. Pigídio escondido pelos élitros. Asas bem desenvolvidas ou não (alguns gêneros, como Ogyges, Proculejus, Proculus, Pseudacanthus, Undulifer e Xylopassaloides, sem a capacidade de voo). Superfície ventral com ou sem cerdas amarelas eretas, moderadamente densas. As antenas possuem dez segmentos, com três a cinco (mais raramente seis) segmentos não oponíveis e nem geniculados, mas diferenciados; laminares, alongados e capazes de ser enrolados. A cabeça é ligeiramente menor que o protórax, mais alargada do que alongada e pode conter pequenos chifres em algumas espécies. Carecem de dimorfismo sexual externo e o sexo só pode ser analisado através das suas genitálias.

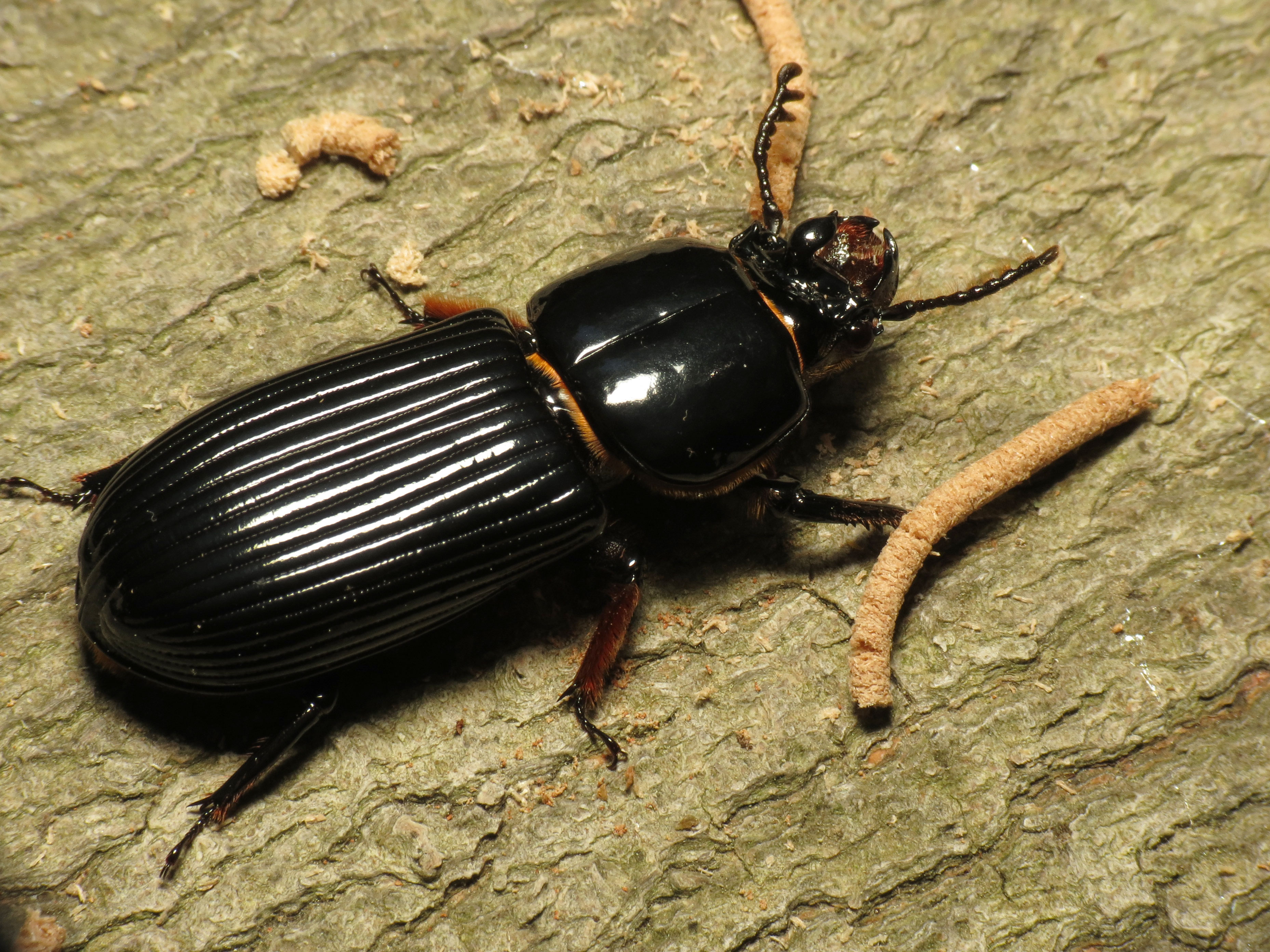
Fotografia de Odontotaenius disjunctus, dos Estados Unidos; adulto, mostrando a típica conformação das antenas dos besouros Passalidae.
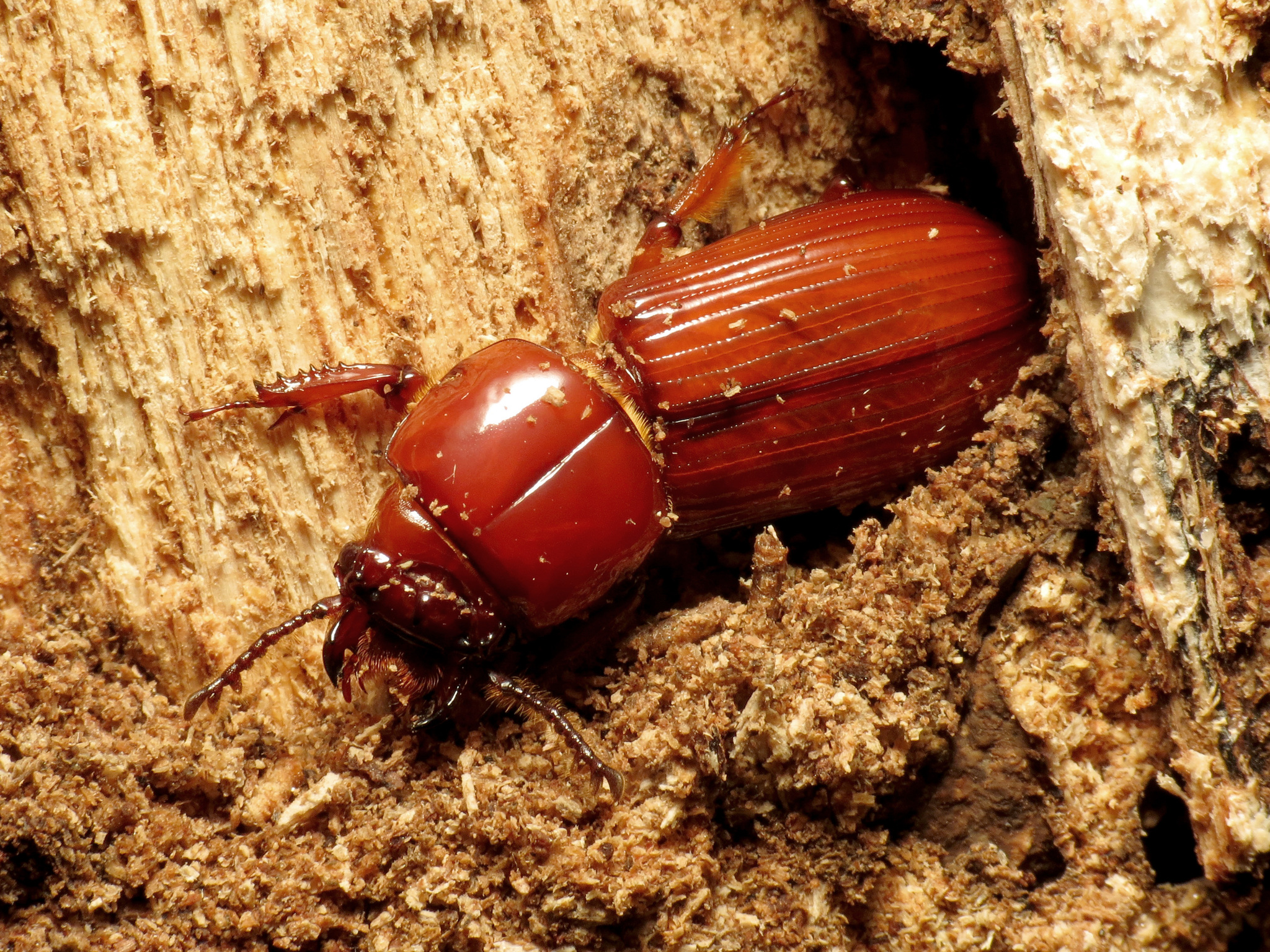
Fotografia de Odontotaenius disjunctus, dos Estados Unidos; com coloração castanho-avermelhada, após sua ecdise. Adultos e larvas são gregários subsociais.

## Descrição da larva
Besouros Passalidae possuem larvas de forma alongada e sub-cilíndrica, ligeiramente curvas (mas não em forma de c); de coloração branca em tons de creme ou azulado (exceto na extremidade caudal, que pode ser escurecida pelas fezes acumuladas). Cabeça levemente endurecida. Antenas com dois segmentos de base carnuda e saliente, curtas. Faltam-lhe os ocelos laterais.

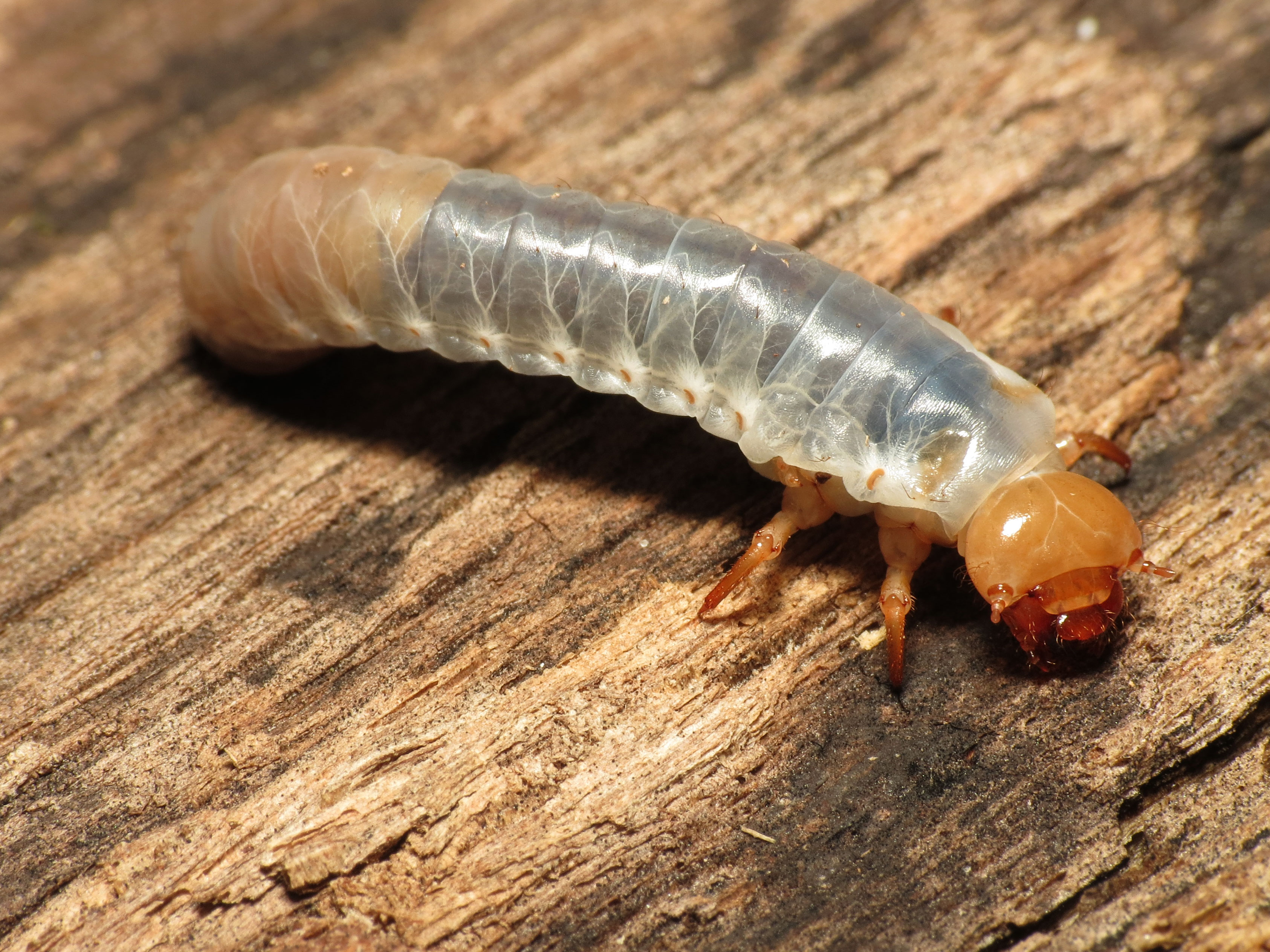
Fotografia da larva de Odontotaenius disjunctus, dos Estados Unidos.
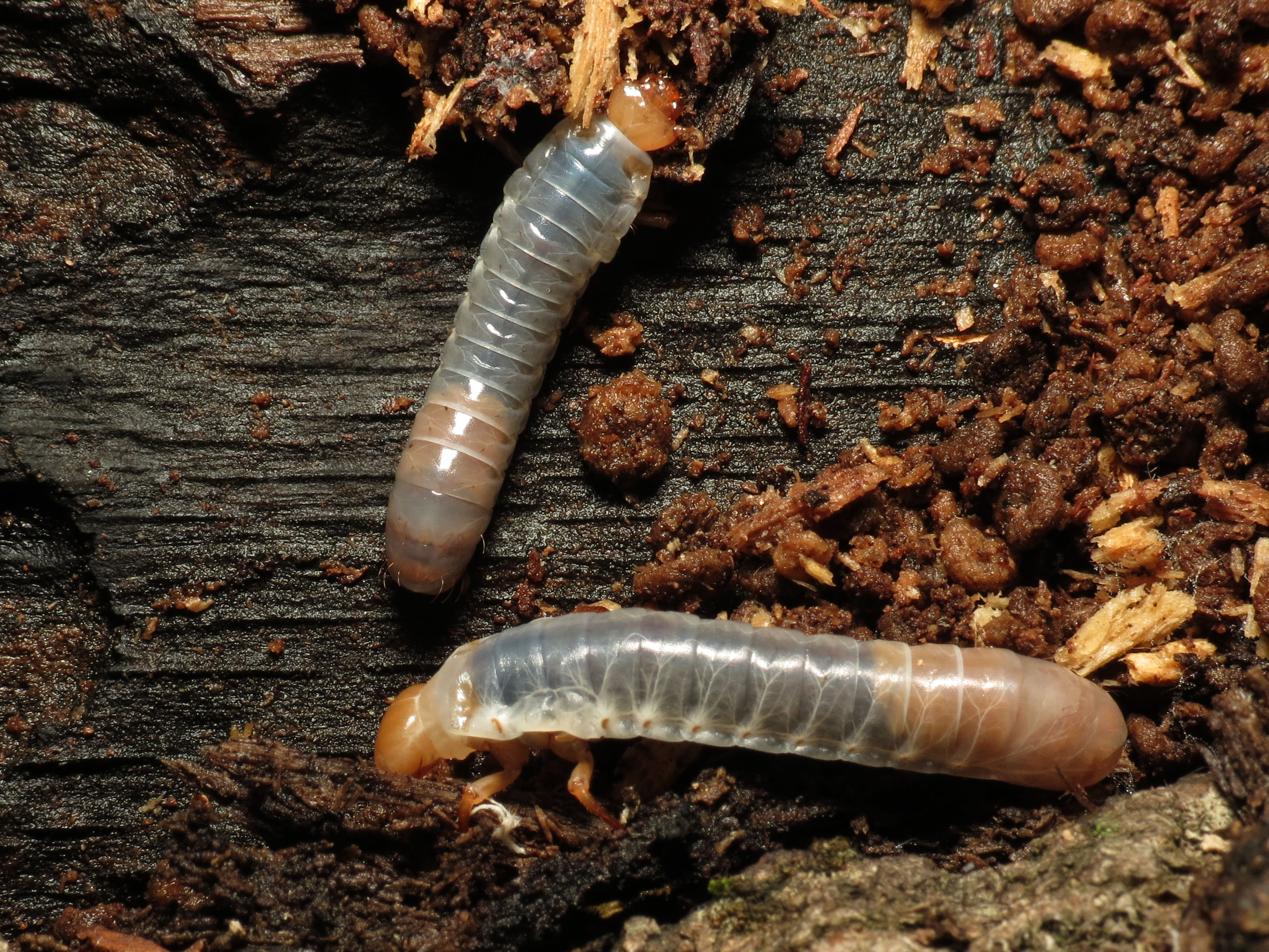
Fotografia de larvas de Odontotaenius disjunctus, dos Estados Unidos.

## Ecologia e sonorização
São encontrados, em sua maioria, nos troncos apodrecidos do solo, onde adultos e larvas apresentam hábitos gregários subsociais, no interior de galerias e câmaras, se alimentando do tecido vegetal em decomposição (xilofagia); também ingerindo microrganismos junto com as partículas de madeira; e tanto machos quanto fêmeas processam a madeira em decomposição como alimento e alimentam suas larvas junto com sua saliva e com fezes pré-fermentadas por sua flora intestinal. No  entanto, algumas espécies excepcionalmente fazem suas galerias em outros substratos, como em panelas de lixo nos ninhos de formigas do gênero Atta (saúvas) ou em matéria orgânica resultante da decomposição de folhas de palmeiras do gênero Mauritia; também sendo encontrados indivíduos colonizando raízes de Bromeliaceae, sob esterco ou habitando abóboras podres. Tanto adultos quanto larvas são capazes de emitir som audível aos seres humanos, por meio de estridulação, incluindo aí espécies que podem produzir 14 diferentes chamados; as larvas os produzem esfregando suas curtas pernas no ventre rugoso, enquanto adultos os produzem quando esfregam seus abdômens contra a borda dos seus élitros; lhes valendo a denominação de bess beetle, sendo a palavra "bess" parecendo vir do francês "baiser", para beijar; numa alusão ao som estridulatório que produzem quando perturbados. A partir da primeira metade do século XXI eles passaram a receber o nome besouros-beijoqueiros, em português; o livro Insetos do Brasil: Diversidade e Taxonomia (INPA, 2024) lhes dando o nome, em língua indígena, carapicu; nome este também dado a um arbusto (Urena sinuata) e a diversas espécies de peixes.

## Forésia
Estes besouros já foram observados com ácaros e pseudoescorpiões (ambos aracnídeos) sobre seus corpos, numa associação entre indivíduos de espécies diferentes, denominada forésia; e também com pseudoescorpiões em suas galerias.

## Subfamílias e tribos dePassalidae
- Subfamília Passalinae Leach, 1815

Tribo Leptaulacini Kaup, 1871
Tribo Macrolinini Kaup, 1871
Tribo Passalini Leach, 1815
Tribo Proculini Kaup, 1868
Tribo Solenocyclini Kaup, 1871
- Subfamília Aulacocyclinae Kaup, 1868

Tribo Aulacocyclini Kaup, 1868
Tribo Ceracupedini Boucher, 2006

## Passalidaeneotropicais
Na região neotropical estão assinaladas cerca de 200 espécies de Passalidaeː todas incluídas na subfamília Passalinae; tribos Passalini Leach, 1815 e Proculini Kaup, 1868. O gênero Passalus é o mais diversificado, sendo este e o gênero Paxillus os únicos colonizadores das Antilhas. São citados oito gêneros para o Brasilː Popilius, Veturius, Verres, Spasalus, Paxillus, Passalus, Passipassalus e Ptichopus.

## Diferenciação de taxa
A principal diferenciação entre os Passalidae e outros besouros de conformação e coloração similares, com os élitros separados de um protórax de forma mais ou menos quadrangular através de um mesotórax estreitado, reside principalmente na presença de antenas lameladas, em número variando de três a cinco lamelas (com mais raridade seis lamelas), em suas extremidades. Costa Lima (op. cit., páginas 12-13; 1953) assinala a similaridade com besouros Cucujidae (agora Passandridae) do gênero Passandra, mais ou menos do
mesmo porte e igualmente negros; também citando os besouros Tenebrionidae Phrenapatini e Carabidae Scaritinae. Também podem ser confundicos com escaravelhos Lucanidae, junto aos quais já estiveram classificados, e com os Cerambycidae Parandrinae.

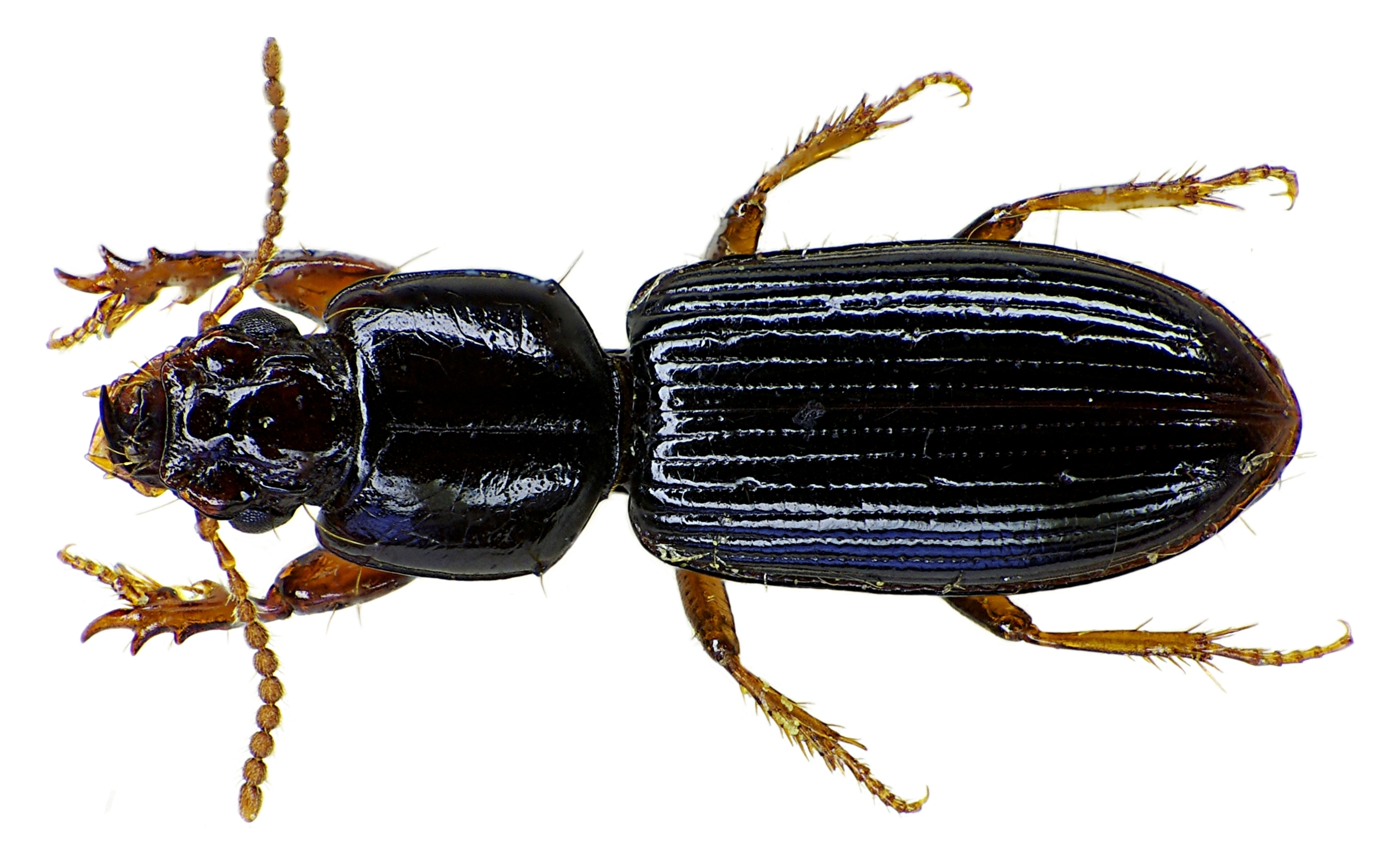
Fotografia de Carabidae Scaritinae, Clivina fossor.
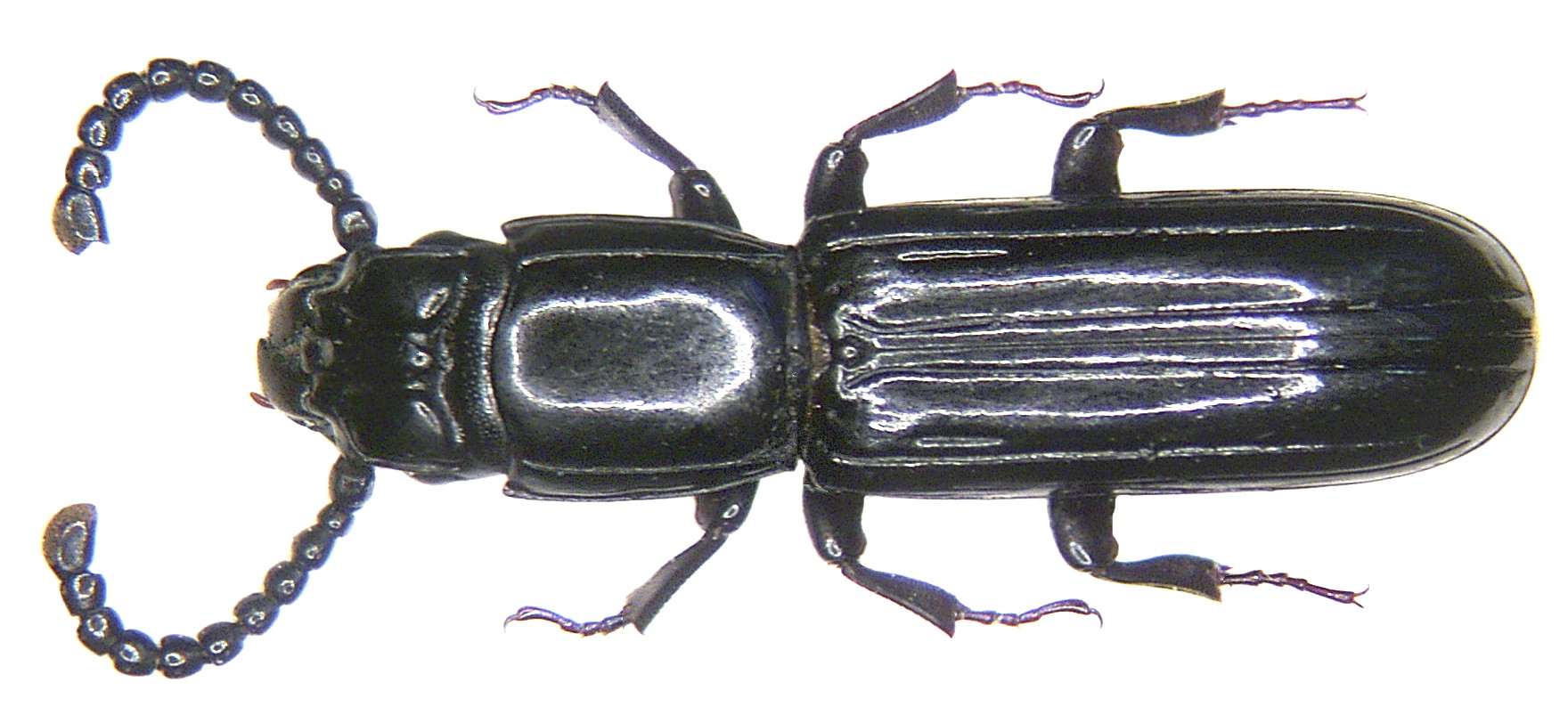
Fotografia do Passandridae Passandra heros.